# Limonium artruchium
Limonium artruchium är en triftväxtart som beskrevs av Erben. Limonium artruchium ingår i släktet rispar, och familjen triftväxter. Inga underarter finns listade i Catalogue of Life.